# أندرياس لوند
أندرياس لوند (بالنرويجية البوكمول: Andreas Lund)‏ (7 مايو 1975 في النرويج - ) هو لاعب كرة قدم نرويجي في مركز الهجوم. شارك مع منتخب النرويج تحت 21 سنة لكرة القدم ومنتخب النرويج لكرة القدم. أما مع النوادي، فقد لعب مع نادي ستارت ونادي مولده ونادي ويمبلدون.

## وصلات خارجية
- أندرياس لوند على موقع اتحاد النرويج (النرويجية)
- أندرياس لوند على موقع قاعدة بيانات كرة القدم.إي يو (الإنجليزية)
- أندرياس لوند على موقع ناشيونال فوتبول تيمز (الإنجليزية)
- أندرياس لوند على موقع Soccerbase.com (لاعب) (الإنجليزية)
- أندرياس لوند على موقع عالم كرة القدم.نت (الإنجليزية)